# دچن (دهانه)
دچن یک دهانه برخوردی در ماه است.

## دهانه‌های اقماری
این دهانه ۴ دهانه اقماری دارد.
| Dechen | عرض جغرافیایی | طول جغرافیایی | قطر         |
| ------ | ------------- | ------------- | ----------- |
| A      | ۴۶٫۰° N       | ۶۵٫۷° W       | ۵٫۰ کیلومتر |
| C      | ۴۵٫۹° N       | ۶۹٫۹° W       | ۶٫۰ کیلومتر |
| B      | ۴۴٫۲° N       | ۶۴٫۳° W       | ۶٫۰ کیلومتر |
| D      | ۴۶٫۲° N       | ۶۰٫۵° W       | ۵٫۰ کیلومتر |